# Kingdom Centre
Kingdom Centre, numit și Burj Al-Mamlaka (l. arabă: برج المملكة), este un zgârie-nori de 99 de etaje, cu o înălțime de 302,3 m, situat în districtul al-Olaya din Riyadh, Arabia Saudită. La finalizarea sa în 2002, a depășit Turnul Faisaliyah, care măsoară 267 de metri, devenind astfel cea mai înaltă clădire din Arabia Saudită. De atunci, a fost depășit și, începând cu anul 2021, este al cincilea zgârie-nori ca înălțime din țară, cele mai înalte două clădiri fiind Turnurile Abraj Al Bait și Turnul Autorității Pieței de Capital.  
Turnul a fost proiectat de Ellerbe Becket și Omrania, care au fost selectați printr-un concurs internațional de design. Este situat pe un teren de 100.000 de metri pătrați și adăpostește centrul comercial Al-Mamlaka, cu o suprafață de 57.000 de metri pătrați, birouri, Hotelul Four Seasons Riyadh și apartamente de lux. Pe vârful zgârie-norului se află un pod suspendat de 65 de metri. Podul suspendat este o structură de oțel de 300 de tone, care ia forma unui coridor închis, cu ferestre pe ambele părți. După achitarea taxei de intrare, vizitatorii iau două lifturi pentru a ajunge la acest nivel.

## Design

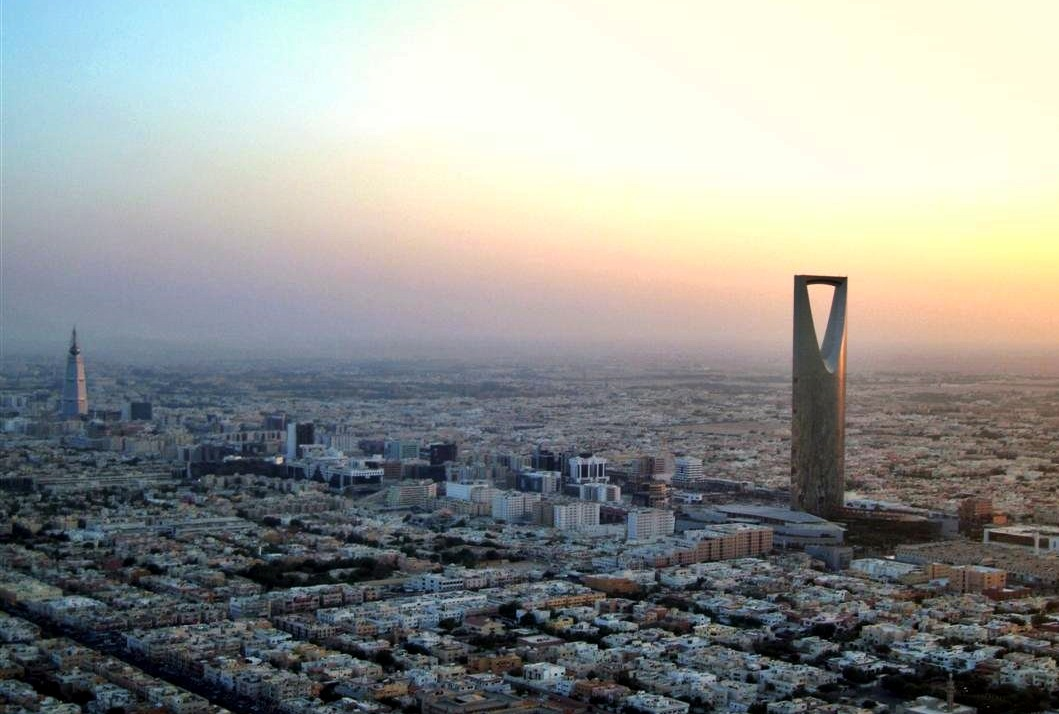
Vedere pe timp de zi a Kingdom Centre

Centrul Regatului a fost proiectat de firma de arhitectură americană Ellerbe Becket, în colaborare cu firma de arhitectură și inginerie Omrania and Associates, cu sediul în Riyadh. Clădirea este compusă dintr-un turn și un pod format din două aripi simetrice. Planul almonde al turnului și formele curbe îi conferă o formă distinctivă, care ajută la menținerea răcorii, cu capetele înguste orientate spre est și vest, unde creșterea căldurii este cea mai mare. Un perete cortină de înaltă performanță, realizat din sticlă reflectorizantă argintie, ajută de asemenea la controlul creșterei căldurii, ascunzând în același timp cele trei etaje mecanice principale pentru a crea un fațadă neîntreruptă.
În partea de sus a turnului, o arcadă inversată este traversată de un pod de sticlă care adăpostește un observator public. Deschiderea largă permite clădirii să ajungă la înălțimea limită—30 de etaje ocupate—impusă de legile locale. Proiectul a fost inspirat de structuri iconice din întreaga lume, inclusiv Arcul Gateway din St. Louis, Podul Harbour din Sydney și Turnul Eiffel.
De la bază până la vârf, turnul adăpostește 13 etaje de birouri, 10 etaje de hotel, cinci etaje de apartamente de lux și spații de birouri suplimentare la nivelul superior. Aripa de est a podului găzduiește centru comercialul Al-Mamlaka, care dispune de peste 150 de magazine împărțite pe trei niveluri - primul destinat tinerilor, al doilea este dedicat modei și mobilierului, iar al treilea nivel este rezervat femeilor. Aripa de vest găzduiește spații de eveniment și divertisment.

### Structura
Burj Al-Mamlaka este construit pe o fundație de tip placa de beton de patru metri grosime și 3.100 de metri pătrați. Structura sa constă din două sisteme: coloane, grinzi și nucleu de beton armat pentru primele 180 de metri, și o structură de cadru de oțel tubular pentru înălțimea rămasă a clădirii.

### Sisteme mecanice
Turnul este răcit de o centrală de apă răcită, susținută de un sistem de stocare a energiei termice care furnizează o capacitate de răcire de 5000 de tone. Acest sistem de stocare este utilizat în orele cele mai calde ale zilei, permițând clădirii să își ajusteze producția de aer răcit în orele de vârf, când cererea electrică este mai mică.
Structurile podului sunt servite de sisteme mecanice separate proiectate pentru a acorda nevoilor programelor unice ale clădirii. Sistemele utilizate pentru răcirea acestor spații includ volum variabil de aer, volum constant și coifuri de ventilare.